# 種族平等議案
種族平等議案（日语：人種的差別撤廃提案）是1919年巴黎和会审议的凡尔赛条约的修正案。本案由日本提出，本意不包含普遍意义，但被理解为要求所有种族普遍平等，这种说法引起了争议。1919年6月，日本外相内田康哉澄清，该提议的目的不是要求所有有色人种的种族平等，而是要求国际联盟成员国的种族平等。
中国代表团同样表示会支持这一提案。然而，中国外交官同时表示，山东问题对于该国政府来说远比该提案重要。尽管平等议案得到了广泛支持，但它并没有成为条约的一部分，主要是因为澳大利亚和美国的反对。它的拒绝是日本与其他大国疏远的原因之一，并有助于合理化其日益增强的国内民族主义和军国主义，这最终导致了第二次世界大战。
战后，种族平等的原则被重新审视，并于1945年作为国际正义的一项基本原则纳入《联合国宪章》。然而，一些国家，包括一些大国，将继续保留官方认可的种族法律和政策数十年。